# تیم ملی بسکتبال ایرلند
تیم ملی بسکتبال ایرلند ( ایرلندی: Foireann cispheile náisiúnta na hÉireann ) نماینده جزیره ایرلند در مسابقات بین‌المللی بسکتبال است. این تیم توسط  بازیکنانی از جمهوری ایرلند و ایرلند شمالی تشکیل شده است.
ایرلند در بازی های بین‌المللی سابقه زیادی ندارد ، زیرا آنها هنوز نتوانسته اند به مسابقات قهرمانی اروپا یا جام جهانی راه پیدا کنند . ایرلند موفق شد یک بار در سال ۱۹۴۸ به المپیک تابستانی راه یابد.